# Dokou Oumarov
Pour les articles homonymes, voir Oumarov.
Dokou Khamatovitch Oumarov (en russe : Доку Хаматович Умаров) ou Doku Umarov ou Dokka Umarov (en tchétchène : Умаран Хамади кант Докка , également connu sous le nom d'émir Abou Ousman, né le 13 avril 1964 à Kharsenoi, en Tchétchénie, et mort le 7 septembre 2013,, est un islamiste tchétchène.
Il fut, à partir de mars 2005, le cinquième « président » de la république tchétchène d'Itchkérie, formation tchétchène opérant en exil ou en clandestinité. Il abolit cette dernière en 2007 pour la remplacer par un « Émirat du Caucase », dont il s'est proclamé émir.

## Jeunesse
Dokou Khamatovitch Oumarov naît le 13 avril 1964, dans le village de Kharsenoï (raion de Chatoï, sud de la Tchétchénie). Il appartient au teïp Moulkoï, comme Arbi Baraïev et Ilias Akhmadov. Il sort diplômé de l'université de Grozny comme ingénieur en construction.

## Première guerre de Tchétchénie et suite
Il est à Moscou quand la guerre commence en décembre 1994 entre les séparatistes et les forces fédérales, et il considère qu'il est de son devoir de retourner chez lui pour se battre pour l’indépendance. Pendant la guerre, il atteint le grade de brigadier-général et reçoit deux décorations : Kioman Syï (Honneur de la Nation) et Kyoman Tourpal (Héros de la Nation),. Il sert d'abord dans le bataillon de forces spéciales Borz (loup) commandé par Rouslan Guelaïev. En 1996, à la suite d'un désaccord avec ce dernier, il quitte cette unité et rejoint celle de Akhmed Zakaïev, qui a quitté l'unité de Guelaïev lui aussi. À la suite du cessez-le-feu de Khassaviourt, il est nommé chef du Conseil de Sécurité Tchétchène par le nouveau président Aslan Maskhadov, élu en janvier 1997. À ce titre, il intervient en juillet 1998 dans un affrontement entre les islamistes et les modérés de l'entourage de Maskhadov. Il doit démissionner lorsque le conseil est dissous peu de temps après.

## Seconde guerre de Tchétchénie
Il se bat contre les forces fédérales russes dès septembre 1999 comme commandant sur le terrain, aux côtés de Guelaïev à Grozny et Komsomolskoïe. À la mort de Gelaïev en février 2004, la plupart de ses hommes se mettent sous les ordres d'Oumarov.
Il est sérieusement blessé au visage pendant l'hiver 2000, en quittant Grozny qui est encerclée, et est hospitalisé avec Zakaïev. Il gardera des séquelles à la mâchoire. Les autorités géorgiennes rapportent qu'il mène entre 130  et   150 hommes dans la Vallée du Pankissi, avant de revenir en Tchétchénie à l'été 2002.
Il remplace alors Isa Mounaïev comme commandant du front sud-ouest (zone frontalière de la Géorgie et de l'Ingouchie) et, en 2003, il participe aux violents combats autour de Chatoï. Il semble avoir combattu aux côtés de Chamil Bassaïev, alors basé à Védéno (en), et avoir mené avec lui un raid en Ingouchie (raid de Nazran) à l'été 2004,. Il semblerait que plusieurs clans ingouches aient juré de le tuer pour se venger .
En janvier 2005, il est prétendument tué dans une fusillade avec des forces spéciales russes près de la frontière géorgienne. En mars, il est censé être gravement blessé dans une tentative d'assassinat par le Spetsnaz. En avril, les forces spéciales russes détruisent une unité de combattants tchétchènes à l'issue de combats de plusieurs heures, pensant qu'il est parmi eux, mais ils ne le trouvent pas parmi les morts.
En mai, il est blessé par une mine anti-personnelle. On dira qu'il a perdu une jambe, mais finalement il n'est que légèrement blessé et participe à l'attaque sur Roschni-Tchou en août. En septembre, le ministre de l'intérieur russe annonce qu'on a trouvé la « tombe d'Oumarov » et, en octobre, il est une fois de plus annoncé mort à tort dans le raid de Nalchik. En mai 2006, les forces tchétchènes du gouvernement pro-fédéral découvrent son quartier général dans un bunker dans le village d’Assinovskaïa, mais il parvient à s'échapper.

## «Présidence»
Étant donné qu'il est nommé vice-président, il devient automatiquement chef des séparatistes à la mort de Abdoul-Khalim Saïdoullaïev en juin 2006. Il se proclame en plus chef du « Conseil de Défense de l'État », émir de la « Madzhlis Shura » du Caucase, « commandant suprême des forces armées de la république tchétchène d'Itchkérie », et enfin « Émir des Moudjahidines du Caucase ». Dans sa première intervention comme président, il rend hommage à son prédécesseur et dit vouloir étendre le conflit à de « nombreuses régions de Russie ». Il indique qu'une unité spéciale va être créée pour combattre les « plus odieux traîtres » de Tchétchénie, ce qui vise le gouvernement tchétchène pro-russe. Il insiste cependant sur le fait que les rebelles tchétchènes n'attaqueront que les militaires ou les policiers en Russie.
Le 27 juin 2006, il nomme Chamil Bassaïev comme vice-président et le relève de son poste de vice-premier ministre. Le ministre des Affaires Étrangères de l'Itchkérie Ousman Firzauli dira que cette nomination avait pour but de forcer les Russes à négocier : en effet, si Oumarov venait à mourir, c'est Bassaïev qui se retrouverait à la tête des séparatistes avec tous les pouvoirs. Cependant, ce dernier est tué peu de temps après (juillet 2006).
Le 18 août 2006, il aurait organisé sa reddition à la résidence de Ramzan Kadyrov à Goudermes avec une amnistie délivrée après la mort de Bassaïev, les nouvelles autorités tchétchènes diront ensuite que c'était son « frère cadet », ancien chef de ses gardes du corps, qui s'est rendu. Ce à quoi Oumarov répondra qu'il n'a pas de frère plus jeune, à la suite de quoi les rapports parlent de son frère aîné Akhmad qui aurait été confondu avec lui. Les séparatistes tchétchènes affirmeront que celui-ci a disparu deux ans plus tôt et que sa pseudo-réapparition soudaine justement quand Oumarov devient leur chef n'est qu'une manipulation médiatique. Oumarov qualifie lui cette amnistie de « tentative sans espoir du régime russe pour entourer la situation réelle de mensonges ».
Le 23 novembre 2006, des troupes du ministère de la défense et du FSB encerclent Oumarov et ses hommes dans une forêt près du village de Iandi-Katar dans le raïon d'Atchkhoï-Martanovski (proche de l'Ingouchie). Des hélicoptères et de l'artillerie pilonnent la forêt pendant plusieurs jours. D'après le quotidien russe Kommersant, Oumarov est blessé mais parvient une nouvelle fois à s'échapper. Il passe ensuite l'hiver dans les montagnes proches de la Kabardino-Balkarie et rencontre les jamaats qui se battent contre les Russes et consolide le Front du Caucase créé par Saïdoullaïev.
Le 19 mars 2007, le site internet séparatiste KavkazCenter annonce la nomination de Soupian Abdoullaïev (chef de la Brigade Jundullah et proche de Bassaïev) comme nouveau vice-président de l'Itchkérie.
Le 4 août, Oumarov se rend à Grozny pour rencontrer le commandant des troupes rebelles du district et les habitants. Cette visite a lieu à un moment où les rumeurs d'un assaut rebelle sur la ville se multiplient, entraînant d'ailleurs la réaction de nombreux officiels du régime pro-fédéral qui envoient leur famille en Russie.
En octobre 2007, il nomme Arbi Baraïev brigadier-général à titre posthume, ce qui entraînera une controverse étant donné que Baraïev faisait partie de la mouvance la plus radicale du mouvement séparatiste (il est notamment accusé de l'enlèvement et de la décapitation de quatre ingénieurs de Granger Telecom en 1998). La même année, il refuse d'être sous les ordres du commandement militaire tchétchène. La fracture entre eux s'accroît jusqu'à une fusillade entre lui et ses hommes et la Garde Nationale Tchétchène, à Goudermes.
Le journaliste Andreï Babitski rapporte en novembre 2007 qu'Oumarov serait de nouveau en Kabardino-Balkarie pendant l'hiver et que sa santé décline à la suite d'une blessure par shrapnel au visage (peut-être pendant l'encerclement de novembre 2006) et une blessure due à une mine à la jambe. Le président tchétchène Ramzan Kadyrov lui propose des soins médicaux s'il accepte d'« implorer le pardon au peuple tchétchène ».
Les attentats du 29 mars 2010 à Moscou qui ont fait 39 morts et 102 blessés, ont été revendiqués par Dokou Oumarov. Le 5 février 2011, il revendique également l'attentat du 24 janvier 2011 à l'aéroport Domodiedovo.
Le 28 mars 2011, une opération des forces russes en Ingouchie fait 17 morts parmi les rebelles caucasiens. Dokou Oumarov est cité comme l’une des potentielles victimes. Dokou Oumarov lui-même dément cette affirmation dans un appel téléphonique à Radio Free Europe.

## Proclamation de l'«Émirat du Caucase»
Le 31 octobre 2007, l'agence de presse séparatiste Chechenpress rapporte qu'Oumarov a proclamé l'« Émirat du Caucase » et s'est lui-même intitulé Émir, abolissant du même coup la république tchétchène d'Itchkérie proclamée par Doudaïev en 1991 qui devient une simple wilaya, et donc renonce à son poste de président. Dans la même déclaration, il décrit les États-Unis, le Royaume-Uni et Israël comme les ennemis du monde musulman.
Cette proclamation est aussitôt condamnée par Akhmed Zakaïev, considéré comme le porte-parole de l'Itchkérie, qui, depuis Londres, appelle tous les séparatistes à prêter allégeance uniquement au parlement tchétchène pour essayer d'isoler Oumarov du pouvoir. Il regrette qu'Oumarov ait cédé sous la pression des « provocateurs » voulant discréditer la cause tchétchène. Rapidement deux commandants tchétchènes vétérans, Isa Munaïev et Sultan Arsaïev, déclarent officiellement se rallier à la position de Zakaïev et prendre leurs distances vis-à-vis d'Oumarov. Ils sont rejoints dans les jours suivants par plusieurs autres figures du mouvement séparatiste tchétchène.

## Idées
Il maintient être adepte du mouvement soufi traditionnel tchétchène, la Qadiriyya, et pas un fondamentaliste wahhabite. En réponse aux accusations russes d'islamisme extrémiste, il répond : 

« avant le début de la première guerre en 1994, quand l'occupation a commencé que j'ai compris qu'elle était inévitable, je suis venu en tant que patriote. Je ne suis même pas sûr de savoir prier correctement, il est ridicule de dire que je suis wahhabite ou intégriste religieux. »

Il dément également que les séparatistes tchétchènes ont des liens avec le Jihad International, arguant que leur objectif est seulement l'indépendance et il maintient sa position contre l'usage de méthodes terroristes : « si nous usons de telles méthodes, je ne pense pas qu'aucun d'entre nous ne puisse garder un visage humain ».
Au contraire il insiste sur sa vision très militaire du combat tchétchène :

« Nos cibles sont les forces d'occupation russes, leurs bases militaires, leurs QG, et leurs collaborateurs locaux armés, qui poursuivent et tuent des musulmans pacifiques. Nous attaquerons où nous penserons que c'est nécessaire. Les objectifs ou les populations civils ne sont pas nos cibles. »

Pendant la prise d'otages de Beslan, les services de sécurité russes l'identifient comme le chef des preneurs d'otages, mais ils n'avanceront aucune preuve. Dans une interview donnée à Babitski sur Radio Free Europe, il dément toute implication avec le terrorisme et blâme Bassaïev d'avoir ordonné la prise d'otages. Il réaffirme son refus des méthodes terroristes, disant qu'aux yeux de la résistance tchétchène « ce genre d'opérations est illégitime », et qu'elle est « horrifiée » de ce qui s'est passé à Beslan.

## Famille
Il est marié et a six enfants, le plus jeune est né en 2006. Deux de ses frères sont morts dans des combats. En 2005, des « hommes non-identifiés » auraient enlevé son père Khamad, sa femme et son fils âgé d'un an. Plusieurs mois auparavant, son frère Ruslan fut lui aussi enlevé par des hommes cagoulés. Sa femme et son fils seront libérés, mais ses frères et père non. Certaines sources avancent que les responsables seraient les Kadyrovtsy du Neftepolk dirigés par Adam Demilkhanov (membre du gouvernement de Ramzan Kadyrov). En avril 2007, Oumarov déclare que son père de 74 ans a été assassiné en captivité,.
Sa sœur Natalia Khoumaidova est également enlevée en août 2005 à Ourous-Martan par des « hommes armés non-identifiés », elle est relâchée quelques jours plus tard, après que les habitants ont protesté contre cet enlèvement. Ces dernières années, son cousin Zaubrek et son neveu Roman Ataïev ont également été enlevés, et on n'a plus entendu parler d'eux depuis.
Peu de temps après Beslan, le procureur-général Vladimir Oustinov avait suggéré la prise de famille des leaders tchétchènes en otage. L'ONG russe Memorial reproche aux autorités tchétchènes ces enlèvements. D'après les séparatistes, toutes les victimes des enlèvements sont détenues à la prison de Tsentoroï, considérée comme la prison personnelle de Ramzan Kadyrov.

## Mort
Sa mort est confirmée par un communiqué publié par l'Émirat du Caucase, sans donner toutefois de précisions sur le lieu et les circonstances de son décès. Sa disparition avait été évoquée une première fois en janvier 2014, quelques semaines avant les Jeux olympiques de Sotchi, par Ramzan Kadyrov, qui affirmait avoir la certitude que le chef des rebelles caucasiens était mort. Le 18 mars 2014, Ali Abou Muhammad al Dagestani se présente comme son successeur officiel à la tête de l'Émirat du Caucase. Le 8 avril 2014, le FSB confirme la mort d'Oumarov, indiquant que ce dernier a été tué au cours d'une opération militaire.